# Daniela Calò
Daniela Calò (Sava, 17 maggio 1970) è una doppiatrice e attrice italiana.

## Biografia
Originaria di Sava, in provincia di Taranto, è torinese di adozione. A Torino frequenta il corso di recitazione e dizione del Teatro Nuovo, sotto la direzione di Enza Giovine. 
Ha legato la sua voce all'attrice Evangeline Lilly nei panni di Hope van Dyne nei film della Marvel Cinematic Universe, di Tauriel in Lo Hobbit e soprattutto di Kate Austen nell'acclamata serie TV Lost, per la quale ha vinto nel 2006 il premio Anello d'Oro, attribuito dal Festival del Doppiaggio Voci nell'Ombra come miglior voce femminile.

## Teatro
- C'era una fonte, di Eva Mesturino, regia di Enza Giovine (1989)
- Gelindo, regia di Girolamo Angione (1989)
- Ti ho sposato per allegria, di Natalia Ginzburg, regia di Adolfo Fenoglio (1991)
- La barca dei comici di Carlo Goldoni, di Filippo Crivelli e Girolamo Angione, regia di Filippo Crivelli (1992)
- Fedra, di Racine, regia di Ivana Ferri (1993)
- La confessione, testo e regia di Walter Manfrè (1993)
- Trappola per topi, di Agatha Christie, regia di Girolamo Angione, Borgio Verezzi (1994)
- Qui comincia la sventura del signor Bonaventura, di Sergio Tofano, regia di Franco Passatore (1994)
- Sogno di una notte di mezza estate, di William Shakespeare, regia di Valter Malosti (1996)
- Il teatro del teatro, di Alberto Gozzi, regia di Oliviero Corbetta (1997)
- Non aprire la porta scorrevole, di Eva Mesturino e Elisabetta Gerardi, regia di Filippo Crivelli (1997)
- La favola dell'arte, di Guido Quarzo e Luigi Mainolfi, regia di Sergio Ariotti (1998)
- Monstrum, di Alessio Bertoli, regia di Renzo Sicco (1998)
- Il segno, di Giacomo Bottino, regia di Vincenzo Gamna (1998)
- Pazze regine, di Fabio Arrivas e Renzo Sicco, regia di Lino Spadaro e Renzo Sicco (1998)
- Il rossetto sull'ostia, di Aidan Mathews, regia di Renzo Sicco (2000)
- Le mangiatrici di cioccolata, di Philippe Blasband, regia di Edoardo Rossi (2005)
- Destinatario sconosciuto, da Katherine Kressmann Taylor, regia di Mirella Mastronardi (2007)

## Filmografia

### Cinema
- Tartarughe sul dorso, regia di Stefano Pasetto (2004)

### Televisione
- Boris 3 – serie TV, 2 episodi (2010)
- R.I.S. Roma 2 - Delitti imperfetti – serie TV, episodio 2x01 (2011)
- 1992 – serie TV, 5 episodi (2015)
- Non uccidere – serie TV, episodio 1x09 (2016)

## Radio
- Stanno suonando la nostra canzone, di Alberto Gozzi, regia di Carlo Vergnano (Radio2 Rai, 1995)
- I misteri della notte, di Alberto Gozzi, regia di Vittorio Attamante (Radio2 Rai)
- Onde, di Dario Voltolini, regia di Carlo Vergnano (Radio2 Rai, 1996)
- Tutti per uno, di Alberto Gozzi, regia di Donatella Botta (Radio2 Rai, 1996)
- Il sentiero della lucertola, testo e regia di Alberto Gozzi (Radio3 Rai, 1997)
- Un'estate in giallo: alta stagione, testo e regia di Alberto Gozzi (Radio2 Rai)
- I segreti di San Salvario, di Piero Soria, regia di Carlo Vergnano (Radio2 Rai, 1997)
- La mia conversione, da Mirabeau, di Enzo Papetti, regia di Carlo Vergnano
- Battibecco, di Nico Orengo, regia di Carlo Vergnano (Radio2 Rai)
- Best seller, testo e regia di Alberto Gozzi (Radio2 Rai)
- A voi la linea, regia di Donatella Botta
- Il demone meschino, di Fëdor Sologub, regia di Carlo Vergnano
- Pausa di riflessione, di Andrea Barzini, regia di Carlo Vergnano
- La filosofia e il boudoir, di Giuseppe Merlino, regia di Carlo Vergnano
- La scala per l'inferno, di Valerio Evangelisti, regia di Massimo Guglielmi (Radio2 Rai, 1998)
- Cercando Asia, testo e regia di Ida Bassignano (Radio2 Rai, 2001)
- Studio azzurro, testo e regia di Ida Bassignano (Radio2 Rai)
- Diabolik, di Elena Delmastro e Arturo Villone, regia di Arturo Villone (2002)
- 102 minuti a Ground Zero: ultime voci dalle Twin Towers, testo e regia di Massimo Guglielmi (Radio2 Rai, 2002)
- Il terzo gemello, di Ken Follett, regia di Massimo Guglielmi (Radio2 Rai, 2002)
- L'amante di Lady Chatterley, di D.H. Lawrence, regia di Beppe Navello (Radio2 Rai, 2003)
- Mata Hari, testo e regia di Arturo Villone (Radio2 Rai, 2003)
- I tre moschettieri di Alessandro Dumas padre, regia di Marco Parodi, 30 puntate, trasmessa dal 2 febbraio al 27 febbraio 2004 su Rai Radio 2

## Doppiaggio

### Film
- Evangeline Lilly in Real Steel, Lo Hobbit - La desolazione di Smaug, Lo Hobbit - La battaglia delle cinque armate, Ant-Man, Little Evil, Ant-Man and the Wasp, Avengers: Endgame, Ant-Man and the Wasp: Quantumania
- Marion Cotillard in Nemico pubblico - Public Enemies, Blood Ties - La legge del sangue, Assassin's Creed
- Michelle Williams in Io non sono qui, Blue Valentine, Manchester by the Sea, Certain Women
- Kerry Washington in Ray, Django Unchained, Tanti piccoli fuochi, The Prom
- Amy Ryan in Devil's Knot - Fino a prova contraria, Piccoli brividi, Worth - Il patto, Wolfs - Lupi solitari
- Molly Ringwald in The Kissing Booth, The Kissing Booth 2, The Kissing Booth 3
- Carla Gugino in Sin City, Sguardo nel vuoto, Corsa a Witch Mountain
- Kelly Macdonald in Harry Potter e i Doni della Morte - Parte 2, Special Correspondents
- Anne Hathaway in I segreti di Brokeback Mountain, Becoming Jane - Il ritratto di una donna contro
- Olivia Wilde in The Next Three Days, On the Inside
- Laura Haddock in Guardiani della Galassia, Guardiani della Galassia Vol. 2
- Bryce Dallas Howard in Spider-Man 3
- Thandiwe Newton in Solo: A Star Wars Story
- Maya Rudolph in American Life
- Sarah Paulson in Glass
- Shabnam Toloui in Donne senza uomini
- Sophia Myles in Transformers 4 - L'era dell'estinzione
- Tabu in Vita di Pi
- Emily Blunt in La guerra di Charlie Wilson
- Abigail Breslin in Air Buddies - Cuccioli alla riscossa
- Rachael Stirling in Il pescatore di sogni
- Michelle Monaghan in Gone Baby Gone
- Karen David in Il Re Scorpione 2 - Il destino di un guerriero
- Kristen Wiig in Love & Secrets, Zoolander 2
- Rebecca Ferguson in Men in Black: International
- Elena Anaya ne Il presidente
- Han Ye-ri in Illang - Uomini e lupi
- Mille Lehfeldt in Amore a Copenhagen

### Film d'animazione
- Signora Harrington ne I Robinson - Una famiglia spaziale
- Vanessa Bloom in Bee Movie
- Momora Kurumi in HeartCatch Pretty Cure! - Un lupo mannaro a Parigi
- Dottie in Planes, Planes 2 - Missione antincendio
- Jenny in Free Birds - Tacchini in fuga
- Drizelda in Tom & Jerry: Il drago perduto[2]
- Donna Chi Lou ne Il Grinch
- Tutu, la volpe in Dolittle[3]
- Bella Yaga in Earwig e la strega
- Ming Lee in Red
- Capo Misty Luggins in Troppo cattivi
- Gale Cumulus in Elemental
- Coach Roberts in Inside Out 2
- Eshe in Mufasa - Il re leone

### Serie televisive
- Olivia Wilde in The O.C., The Black Donnellys
- Amy Ryan in Law & Order - Unità vittime speciali, The Wire
- Jennifer Carpenter in Limitless
- Clea DuVall in Carnivàle, The Lizzie Borden Chronicles
- Evangeline Lilly in Lost
- Linda Cardellini in E.R. - Medici in prima linea
- Liza Weil in Law & Order - Unità vittime speciali
- Nadine Velazquez in My Name Is Earl
- Rania Youssef in Miss Farah
- Norma Nivia in Chica Vampiro
- Andrea Navedo in Jane the Virgin
- Kaitlin Olson in C'è sempre il sole a Philadelphia
- Daniela Wutte in Squadra Speciale Cobra 11
- Liza Snyder in Papà a tempo pieno
- Blanca Romero in Fisica o chimica
- Cathy Cahlin Ryan in The Shield
- Raquel Lee in Amanda Show
- Roxy Sternberg in FBI: Most Wanted
- Natalia Tena in The Mandalorian
- Karen David in Fear the Walking Dead
- Lola Dewaere in La mia vendetta[4]
- Vera Farmiga in Hawkeye
- Emily Davis in Tulsa King
- Lauren Cohan in Chuck
- Jennifer Ehle in Suspicion
- Eva Birthistle in Fate: The Winx Saga
- Claudia Galli in Omicidi tra i fiordi - I gialli di Camilla Läckberg
- Nicole Pacent in Criminal Minds
- Ana Ularu in Attacco al potere - Paris Has Fallen
- Nicole Sullivan in The King of Queens

### Serie animate
- Nicole in Il trattorino rosso
- Miyuki Goto in Noein
- Ministro Maketh Tua in Star Wars Rebels
- Brenda Clemmons in Bless the Harts
- Voce narrante in Giù dal nido
- Rukhmini in Kung Fu Panda: Il cavaliere dragone
- Miyu Kuroi/Mysteriyu in MegaMan NT Warrior, MegaMan NT Warrior Axess
- Cleopatra in Clone High
- Billy Bevel (1ª voce) in Rolie Polie Olie
- Jeri in Digimon Tamers
- Zoe e Kazemon in Digimon Frontier
- Regina Sania in PoPoLoCrois
- Rie Misumi in Pretty Cure, Pretty Cure Max Heart
- Professoressa Shinohara in Pretty Cure Splash Star
- Megumi Yumehara in Yes! Pretty Cure 5, Yes! Pretty Cure 5 GoGo!
- Kazuyo Natsuki (2ª voce) in Yes! Pretty Cure 5 GoGo!
- Aquilina Schiller in Inazuma Eleven
- Flora in Yes! Pretty Cure 5 GoGo!
- Momoka Kurumi in HeartCatch Pretty Cure!
- Ur, Layla Heartphilia e Grandine in Fairy Tail
- Sabine Cheng in Miraculous - Le storie di Ladybug e Chat Noir
- Sonja ne I Griffin
- Scienziata Reach in Young Justice
- Hope van Dyne / Wasp in What if...?
- Delphine Asino in Peppa Pig
- Rayshelle Peyton ne I Simpson
- Rafa Martez ne Star Wars: The Clone Wars (serie animata)

### Videogiochi
- Altre voci in Star Wars Jedi: Fallen Order[5]
- Alt Cunninghan in Cyberpunk 2077[6]
- Oracolo in DC Universe Online[7]